# Colubroidea
Colubroidea is een superfamilie van slangen die alle toornslangachtigen bevat. De wetenschappelijke naam van de soort werd voor het eerst voorgesteld door Nicolaus Michael Oppel in 1811.
Lange tijd werden ook de adders (Viperidae), de koraalslangachtigen inclusief de cobra's en de mamba's (Elapidae), de zeeslangen (Hydrophidae) en vele andere slangenfamilies tot deze groep gerekend. Deze slangen zijn echter afgesplitst naar andere superfamilies of zijn tegenwoordig niet toegewezen aan een andere superfamilie.

## Taxonomie
- Superfamilie Colubroidea
  - Familie Colubridae (Toornslangachtigen)
    - Onderfamilie Ahaetuliinae
    - Onderfamilie Calamariinae
    - Onderfamilie Colubrinae
    - Onderfamilie Dipsadinae
    - Onderfamilie Grayiinae
    - Onderfamilie Natricinae (Waterslangen)
    - Onderfamilie Pseudoxenodontinae
    - Onderfamilie Sibynophiinae